# 中国人民解放军北部战区联合作战指挥中心
中国人民解放军北部战区联合作战指挥中心，位于辽宁省沈阳市，隶属中国人民解放军北部战区联合参谋部，是中国人民解放军北部战区的联合作战指挥机构。

## 简介
2015年11月27日，中华人民共和国国防部新闻发言人杨宇军就深化国防和军队改革在健全联合作战指挥体制上有何举措时称，“主要是适应打赢信息化战争、有效履行使命任务的要求，组建战区联合作战指挥机构，健全军委联合作战指挥机构，构建完善精干高效的战略战役指挥体系。”2016年2月1日，中华人民共和国国防部新闻局局长、国防部新闻发言人杨宇军在国防部专题新闻发布会上表示，战区是“本战略方向的唯一最高联合作战指挥机构”。
2016年2月前后，新成立的五个战区分别设立战区联合作战指挥中心。战区联合作战指挥中心是在此前各大军区作战指挥中心的基础上建成，增加了空军、火箭军等军兵种，增设了测绘导航、空域管理等作战要素，调整了指挥席位的设置。
2016年1月29日起，北部战区联合作战指挥中心集中1个月开展“联合作战值班人员培训”。2016年2月2日夜12时，北部战区联合作战指挥中心正式启动试运行值班。2016年4月初，北部战区首批44项军事规章汇编为《北部战区军事规章汇编》公布，北部战区联合作战指挥中心根据其中的《联合作战值班规定》要求，几乎每日组织一场演练。2016年4月19日，中共中央总书记、国家主席、中央军委主席、军委联指总指挥习近平在军委联指中心大楼总指挥席上就座不久，通过视频向北部战区司令员宋普选了解北部战区联指中心运转情况。